# Redondasaurus
Redondasaurus is een geslacht van uitgestorven phytosauriërs uit het Laat-Trias (221,5 tot 201,6 miljoen jaar geleden) uit het zuidwesten van de Verenigde Staten. Het werd in 1993 door Hunt & Lucas benoemd en bevat de twee soorten Redondasaurus gregorii en Redondasaurus bermani. Het is de jongste en evolutionair meest geavanceerde van de phytosauriërs.

## Beschrijving
Redondasaurus had, net als andere phytosauriërs, een zeer lange snuit. Bekende schedellengtes variëren van tweeëntwintig centimeter bij jonge dieren tot honderdtwintig centimeter bij zeer grote volwassenen, met totale lengtes tot zeshonderdveertig centimeter. Het glazuur in de tanden van Redondasaurus heeft een kolomvormige microstructuur.
Redondasaurus gregorii: Verschilt van andere Redondasaurus-soorten doordat het een rostrale kam mist. Volledige schedels van deze soort zijn ongewoon, maar sommige fragmentarische smalsnuitige phytosauriër-specimina van de Redonda-formatie kunnen deel uitmaken van het taxon.
Redondasaurus bermani: verschilt van andere Redondasaurus-soorten doordat het een rostrum heeft met een gedeeltelijke kam. Er is slechts één schedel van deze soort gevonden, maar Hunt en Lucas postuleren dat naar analogie met andere phytosauriërs, het waarschijnlijk is dat deze soort met kam even talrijk was als Redondasaurus gregorii.

## Geschiedenis van ontdekking
Het eerste exemplaar dat nu wordt toegewezen aan het geslacht Redondasaurus werd in 1939 gevonden door D.E. Savage in de Travesser-formatie in New Mexico. Savage beschreef deze vondst oorspronkelijk als Machaeroprosopus. De ontdekking in 1947 van een andere phytosauriërschedel in de Redonda-formatie in New Mexico door E.H. Colbert en J.T. Gregory leidde tot de eerste erkenning dat beide schedels een nieuw taxon vertegenwoordigden. Bovendien stelden ze dat de schedels de meest afgeleide phytosauriër in Noord-Amerika vertegenwoordigden vanwege hun bovenste slaapvensters die verborgen waren in bovenaanzicht. Een derde schedel werd ontdekt in de jaren 1980 door D.S. Berman en werd later geïdentificeerd als Pseudopalatus (nu Machaeroprosopus) buceros.
Redondasaurus werd voor het eerst benoemd door A.P. Hunt en S.G. Lucas in A New Phytosaur (Reptilia: Archosauria) Genus from the Uppermost Trias of the Western United States and Its Biochronological Significance, gepubliceerd in 1993 in het New Mexico Museum of Natural History & Science Bulletin. De auteurs hadden eerder de nog onbenoemde phytosauriër-soort opgenomen in een artikel uit 1992 over Trias Stratigraphy and Paleontology in New Mexico. Het holotype is YPM 3294.
De geslachtsnaam Redondasaurus is afgeleid van de locatie van ontdekking (Mesa Redonda in de buurt van Tucumcari, New Mexico) en het Griekse woord 'saurus', wat hagedis betekent.

## Classificatie
Historisch gezien werden studies van Redondasaurus gehinderd door het kleine aantal beschikbare exemplaren, waarvan slechts vier schedels in de literatuur werden erkend. Onlangs zijn verschillende phytosauriërschedels uit het Norien-Rhaetien naar Redondasaurus verwezen, wat het aantal erkende schedels op tien heeft gebracht. Deze nieuwe exemplaren omvatten een groeireeks van juvenielen tot volwassenen en bevatten mogelijk het eerste bewijs van seksuele dimorfie in het taxon.
Seksueel dimorfisme binnen Redondasaurus werd ook erkend door J. Spielman en S.G. Lucas op 11 mei 2012, tijdens de 64e jaarlijkse bijeenkomst van de Geological Society of America.
Onenigheid over de geldigheid van Redondasaurus ontstond in 1995, toen Long en Murry het niet als geldig aanvaardden en in plaats daarvan naar het exemplaar verwezen als Pseudopalatus pristinus. De reden hiervoor kan zijn geweest dat het type-exemplaar van Redondasaurus het hele nariale gebied, de linkerkant van zijn snuit, het voorste tweederde van de rechterpremaxilla en het grootste deel van zijn verhemelte mist. Bovendien wordt de term die door Savage werd gebruikt om het eerste exemplaar te beschrijven dat in 1939 werd gevonden, Machaeroprosopus, door sommige geleerden nog steeds gebruikt in plaats van Redondasaurus als geslachtsnaam. Hungerbuhler et al. betoogde in 2013 dat Redondasaurus moet worden beschouwd als een jonger synoniem van Machaeroprosopus omdat:
- bij een vergelijking van schedelkenmerken blijkt Machaeroprosopus lottorum de morfologische kloof tussen Redondasaurus en Machaeroprosopus zodanig te overbruggen dat het onderscheid willekeurig wordt.
- volgens cladistische analysen is het onwaarschijnlijk dat Redondasaurus zich in een basale positie bevindt in vergelijking met andere Noord-Amerikaanse pseudopalatine phytosauriërs.
- om Redondasaurus gregorii en Redondasaurus bermani zustertaxa te laten zijn, zouden drie extra stappen nodig zijn om een fylogenetische boom te vormen. Dit is zelfs het geval als de rostrale kam, gebruikt door Lucas en Hunt om Redondasaurus gregorii en Redondasaurus bermani te onderscheiden, in de analyse wordt genegeerd.

## Paleoecologie
De Chinle-groep, waar een groot deel van de schedels van Redondasaurus is gevonden, bestaat uit rivier- en lacustriene sedimenten. Ophopingen van fossielen in de Chinle-formatie zijn te vinden in overstromingsvlakten, moerassen, poelen en rivierkanalen. Aanvullend paleontologisch en sedimentair bewijs ondersteunt de hypothese dat het klimaat van de Chinle sterk werd beïnvloed door hoge neerslagniveaus.
Redondasaurus is vijf keer verzameld in New Mexico en één keer in Utah. In het bijzonder zijn fossielen gevonden in de Rock Point-formatie (onderdeel van Chinle Group), Travesser-formatie en Redonda-formatie in New Mexico. De Chinle-groep is vooral belangrijk voor paleontologen die geïnteresseerd zijn in aetosauriërs, omdat deze van cruciaal belang is geweest bij het vaststellen van hun biochronologie in het Laat-Trias. Redondasaurus is ook gevonden in de Wingate Sandstone-formatie in Utah.
Redondasaurus is belangrijk omdat het dient als een indexsoort voor de Apachean Land Vertebrate Faunachron (LVF). Het wordt inderdaad als een echt gidsfossiel beschouwd omdat Redondasaurus in de tijd beperkt voorkwam en gemakkelijk te identificeren is. Het biostratigrafische belang van het geslacht werd opnieuw bevestigd toen werd vastgesteld dat het begin van de Apachean lager was dan eerder werd geconcludeerd. In plaats van aan de voet van de Redonda-formatie, lijkt de Apachean hoog in de Bull Canyon-formatie te liggen. Het correleren van de gewervelde stratigrafie van Redondasaurus heeft ook de correlatie van Redonda lokaal in het zuidwesten van de Verenigde Staten mogelijk gemaakt. Gezien de recente verwerving van aanvullende diagnostische kenmerken en de toename van het aantal Redondasaurus-schedels dat in de literatuur wordt erkend, is het waarschijnlijk dat het gebruik van het geslacht als gidsfossiel zich zal uitbreiden naar andere afzettingen en zelfs wereldwijd.